# Windy
Windy是一家提供天氣預報服務的捷克公司，由伊沃·卢卡乔维奇於2014年11月創立。
Windy提供的天氣預報基於美國國家海洋和大氣管理局全球預報系統、歐洲中期天氣預報中心及瑞士NEMS瑞士国家生态系统监测模型的資料。此網站最初側重於風速粒子的動畫效果，但現已提供更多氣象數據，如溫度、大氣壓力、相對濕度、雲層等，而風速動畫是基於Cameron Beccario Earth的開源項目。

## 創立背景
创始人：伊沃·卢卡乔维奇 (Ivo Lukačovič)
成立时间：2014 年
总部：捷克共和国布拉格
初始功能：視覺化風力資料

## 主要功能
1. 即時天氣預報：包括温度、氣壓、湿度、雲層高度等
2. 支援天氣模型：支援多个全球及在地氣象模型，如 GFS（全球预报系统）、ECMWF（欧洲中期天气预报中心）、NEMS（瑞士 Meteoblue 公司）等
3. 互動式地圖：用户可透過地图即時查看不同地区的天气状况，并调整参数（风速、温度、降水量等）

### 適用情境
1. 户外活动：适用于帆船、风筝冲浪、滑翔傘等運動
2. 專業領域：可供氣象學家、航海员等專業人士使用，提供高準確度之天氣預報

## 模型・資料來源[4]
1. 全球气象模型：GFS、ECMWF、ICON
2. 在地气象模型：NEMS（欧洲局部 4 公里分辨率）、NAM（美国）

## 外部連結
- 官方网站
- Blog Windy （页面存档备份，存于）
- Community Windy （页面存档备份，存于）